# Червона стріла
«Червона стріла» (рос. «Кра́сная стрела́») — радянський художній фільм 1986 року режисера Ігоря Шешукова.
Картина знята в популярному в 80-х роках жанрі виробничої драми, де протистоять один одному два типи керівників — новатор і ретроград. При цьому, незважаючи на відмінність поглядів, герої схожі в одному: кожен з них — справжній професіонал, відданий своїй справі.

## Сюжет
СРСР, 1985 рік. Директор великого ленінградського виробничого об'єднання, комуніст Кропотов, приїжджає за викликом в Москву, в міністерство, де дізнається про можливе злиття його підприємства з іншим підприємством.
Бажаючи зберегти самостійність, Кропотов обіцяє за рік ввести в лад високотехнологічну роботизовану лінію. Самовпевнений Кропотов покладається на свій авторитет, на слухняних заступників і на зв'язки в Москві. Заручившись підтримкою заступника міністра, об'єднання Кропотова починає роботу над проектом, але робота не ладиться. Кропотов не вникає в суть проблеми, а лише говорить, що завжди і у всі часи цінувалися люди, які вміють змусити працювати інших. Паралельно розгортається любовний роман Кропотова.
В СРСР починається Перебудова, але Кропотов скептично ставиться до нових методів управління в промисловості. Противником Кропотова виступає директор суміжного підприємства Савицький. Савицький каже, що нові часи вимагають нових методів керівництва. У Москві вирішено об'єднати підприємство Кропотова з підприємством Савицького і Савицькому запропоновано стати директором збільшеного об'єднання. Кропотов не згоден з таким рішенням. Він знову їде за підтримкою в Москву на поїзді «Червона стріла»…

## У ролях
- Кирило Лавров —  Кропотов
- Олена Смирнова —  Валя
- Андрій Смирнов —  Карандін
- Володимир Єрьомін —  Савицький
- Освальд Берзіньш —  Валдіс
- Людмила Арініна —  Наталія
- Галина Фігловська —  Голубєва
- Артем Карапетян —  Вазген
- Петро Шелохонов —  Юсов
- Сергій Бехтерєв —  червонодеревщик-філософ
- Олександр Вдовін —  Олексій Едуардович Овчинников
- Марія Лаврова —  Маша, дочка Кропотова

## Знімальна група
- Автор сценарію:  Едгар Дубровський, Олександр Ожогов
- Режисер: Ігор Шешуков,  Іскандер Хамраєв
- Оператор:  Володимир Бурикін
- Композитор:  Вадим Біберган
- Художник: Євген Гуков